# Nicola Valzani
Nicola Valzani (San Pietro Vernotico, 10 maggio 1806 – San Pietro Vernotico, 26 novembre 1872) è stato un presbitero italiano che partecipò ai moti del 1848 nel Sud Italia.

## Biografia
Nicola Valzani nacque a San Pietro Vernotico il 10 maggio 1806 da Luca Valzani e Rosaria Caracciolo, il 19 maggio 1823. Il 21 maggio Nicola fu ammesso alla prima tonsura da Nicola Caputo de' Marchesi di Cerveto, il 22 marzo 1827 Nicola chiese al Vescovo l'ammissione all'Ordine del Suddiaconato. Per quest'altra occasione suo padre, costituì una cappellania dedicata a San Francesco d’Assisi e l'affidò al Vescovo di Lecce, perché ne investisse il figlio Nicola appena suddiacono, ai primi di gennaio del 1830 Valzani si avviava all'Ordine del Diaconato.
Così il 5 giugno Nicola diventò diacono, finché il 17 febbraio 1831 viene ammesso all'ordine sacerdotale; intanto il 15 maggio 1848 venivano restaurati al trono i Borbone, Valzani fece parte del Comitato Provvisorio di Lecce per la tutela dei diritti dei cittadini. Quando Salvatore Stampacchia parlò in un comizio al popolo, incitando alla calma e all'ordine, Valzani ed altri, corsero ad abbattere il palo del telegrafo, per tagliare ogni comunicazione con Napoli. Il giorno successivo con Salvatore delle Side si recò a Squinzano, per istituirvi una filiale della Giovine Italia, intervenne il giudice regio di Campi Salentina. L'arciprete Mazzotta, patteggiante per i Borboni, depose accuse contro Valzani e altri, il 20 maggio i capi del partito liberale riunirono in piazza e installarono il Comitato di Pubblica Sicurezza, in cui era presente Valzani.
Francesco Schipa, arciprete di San Pietro Vernotico, con varie denunce comunicò all'intendente di Lecce che il Comitato Provvisorio del 20 maggio era contro la Corona, ma l'arciprete dovette fuggire perché sospettato di essere una spia. Questi interventi rivoluzionari furono repressi disciogliendo il Comitato, infatti il 22 maggio 1849 venne arrestato Valzani, il processo finì il 2 dicembre 1850, la sentenza lo condannò a 24 anni di reclusione e alla multa di 500 ducati. I condannati rimasero nelle carceri di Lecce sei mesi; il 21 marzo 1851 Valzani fu assegnato al carcere di Nisida, vari regi decreti diminuirono la pena finché Nicola il 4 luglio 1859 venne scarcerato. Nel 1860 fece parte della commissione che presentò un indirizzo di omaggio a Garibaldi, morì il 26 novembre 1872.
Il 10 maggio 2011 è stato presentato a San Pietro Vernotico l'annullo filatelico legato alla figura del patriota.